# Trevor Booker
Trevor Fitzgerald Booker (Whitmire, 25 novembre 1987) è un ex cestista statunitense, professionista in NBA.
È cugino dell'ala-pivot Jordan Hill, a sua volta cestista professionista nella NBA. Ha un fratello, Devin, anch'egli cestista.

## Carriera

### Washington Wizards (2011-2014)
Arrivato in NBA dopo quattro anni alla Clemson University, Booker venne chiamato al draft NBA 2010 dai Minnesota Timberwolves con la scelta numero 23, fu scambiato ai Washington Wizards quella stessa sera.
Nel 2011 l'NBA si era fermata a causa della serrata sul contratto dei giocatori. Durante questo periodo Booker è approdato in Israele, senza però giocare alcuna partita a causa di un infortunio al quadricipite destro. Con la fine del lock-out, avvenuta nel dicembre dello stesso anno, Booker è tornato a giocare regolarmente con i Wizards.

### Utah Jazz (2014-2016)
Il 21 luglio 2014 Booker firma un contratto biennale con gli Utah Jazz.
Rimane, come da contratto, nella squadra di Salt Lake City per due anni dove disputa 158 partite (79 sia il primo che il secondo anno), ma solo 7 volte partendo da titolare (5 volte il primo anno e 2 il secondo).

### Brooklyn Nets (2016-2017)

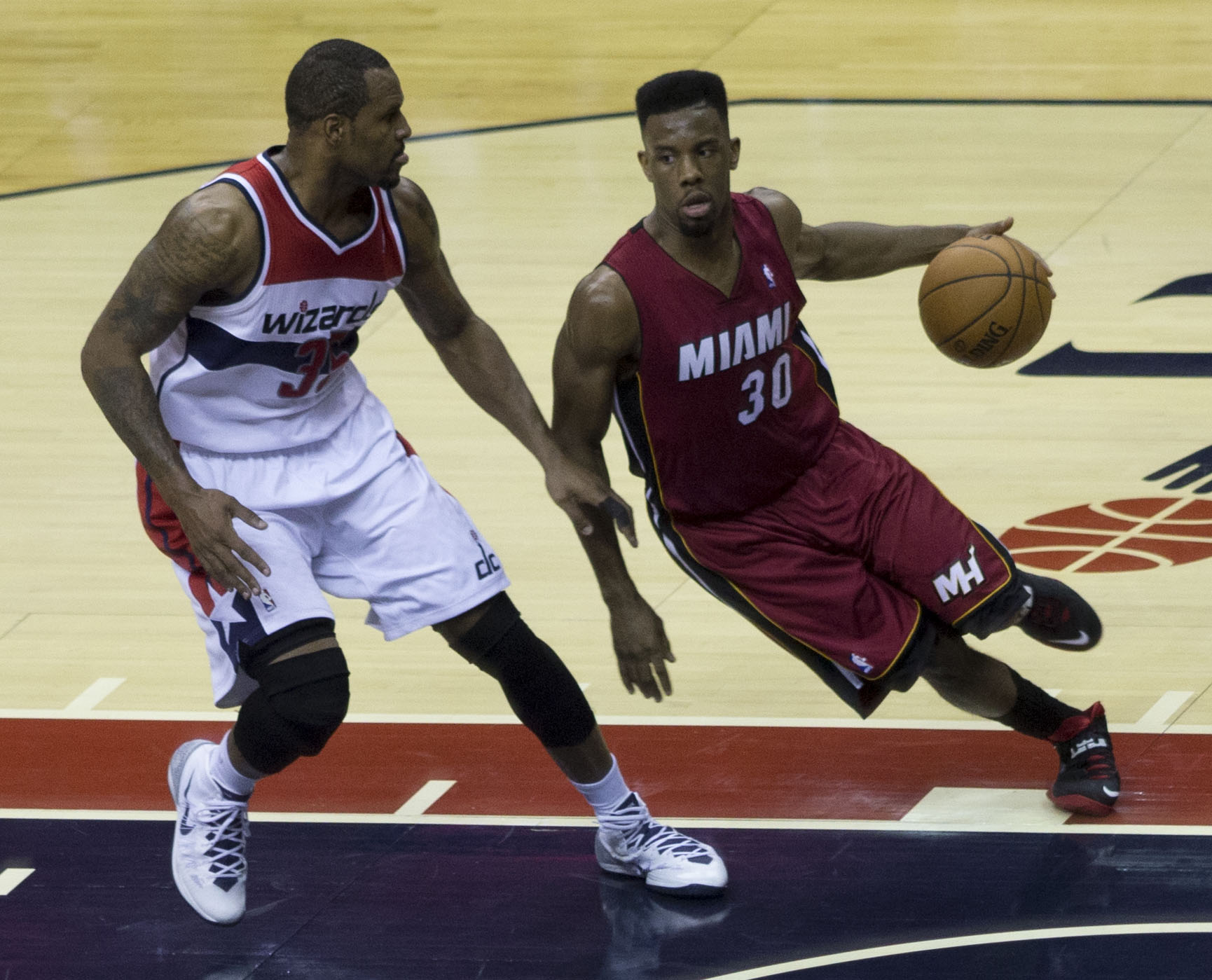
Booker a contrasto con Norris Cole, all'epoca playmaker dei Miami Heat (quelli di LeBron, Wade e Bosh).

Il 9 luglio 2016 firmò con i Brooklyn Nets. Il 2 aprile 2017 Trevor segnò il proprio season-high di 23 punti contro gli Orlando Magic; la gara venne vinta dai Nets per 121-111. Complessivamente a Brooklyn Booker disputò un'ottima stagione tenendo di media 10 punti e 8 rimbalzi.

### Philadelphia 76ers (2017-2018)
Nonostante il suo ottimo contributo alla causa, il 7 dicembre 2017 venne ceduto dai Nets ai Philadelphia 76ers in cambio di Jahlil Okafor, Nik Stauskas e una seconda scelta al Draft NBA 2019.
Il 28 febbraio 2018, dopo aver giocato 33 partite (tutte subentrando dalla panchina) venne tagliato per fare spazio a Ersan İlyasova (anch'egli ala grande).

### Indiana Pacers (2018)
Il 3 marzo 2018 firmò con gli Indiana Pacers. A fine stagione, scaduto il contratto rimane svincolato.

### Cina (2018)
Nell'agosto 2018 si trasferisce in Cina nello Shanxi Zhongyu, senza però mai giocare ufficialmente a causa di un intervento al piede.

## Statistiche

### College
| Anno      | Squadra        | PG  | PT  | MP   | TC%  | 3P%  | TL%  | RP  | AP  | PRP | SP  | PP   |
| --------- | -------------- | --- | --- | ---- | ---- | ---- | ---- | --- | --- | --- | --- | ---- |
| 2006-2007 | Clemson Tigers | 36  | 36  | 25,9 | 60,2 | -    | 61,5 | 6,4 | 1,1 | 0,9 | 2,2 | 10,4 |
| 2007-2008 | Clemson Tigers | 34  | 34  | 26,6 | 55,5 | 33,3 | 57,3 | 7,3 | 1,5 | 0,6 | 1,9 | 11,0 |
| 2008-2009 | Clemson Tigers | 32  | 32  | 30,7 | 57,1 | 40,9 | 70,7 | 9,7 | 1,7 | 1,5 | 2,0 | 15,3 |
| 2009-2010 | Clemson Tigers | 32  | 32  | 30,8 | 52,1 | 26,5 | 59,1 | 8,4 | 2,5 | 1,3 | 1,4 | 15,2 |
| Carriera  | Carriera       | 134 | 134 | 28,4 | 55,9 | 32,4 | 62,4 | 7,9 | 1,7 | 1,1 | 1,9 | 12,9 |

### NBA

#### Regular season
| Anno      | Squadra            | PG  | PT  | MP   | TC%  | 3P%  | TL%  | RP  | AP  | PRP | SP  | PP   |
| --------- | ------------------ | --- | --- | ---- | ---- | ---- | ---- | --- | --- | --- | --- | ---- |
| 2010-2011 | Wash. Wizards      | 65  | 14  | 16,4 | 54,9 | 0,0  | 67,3 | 3,9 | 0,5 | 0,4 | 0,6 | 5,3  |
| 2011-2012 | Wash. Wizards      | 50  | 32  | 25,2 | 53,1 | 50,0 | 60,2 | 6,5 | 0,8 | 1,0 | 0,9 | 8,4  |
| 2012-2013 | Wash. Wizards      | 48  | 14  | 18,5 | 49,1 | 0,0  | 55,6 | 5,0 | 0,8 | 0,7 | 0,3 | 5,3  |
| 2013-2014 | Wash. Wizards      | 72  | 45  | 21,6 | 55,1 | 0,0  | 61,8 | 5,3 | 0,9 | 0,6 | 0,6 | 6,8  |
| 2014-2015 | Utah Jazz          | 79  | 5   | 19,8 | 48,7 | 34,5 | 58,1 | 5,0 | 1,1 | 0,5 | 0,5 | 7,2  |
| 2015-2016 | Utah Jazz          | 79  | 2   | 20,7 | 49,0 | 29,3 | 67,0 | 5,7 | 1,1 | 0,7 | 0,5 | 5,9  |
| 2016-2017 | Brooklyn Nets      | 71  | 43  | 24,7 | 51,5 | 32,1 | 67,3 | 8,0 | 1,9 | 1,1 | 0,4 | 10,0 |
| 2017-2018 | Brooklyn Nets      | 18  | 5   | 21,9 | 51,3 | 23,1 | 55,8 | 6,6 | 2,1 | 0,4 | 0,3 | 10,1 |
| 2017-2018 | Philadelphia 76ers | 33  | 0   | 15,0 | 56,0 | 28,6 | 82,1 | 3,7 | 0,8 | 0,5 | 0,3 | 4,7  |
| 2017-2018 | Indiana Pacers     | 17  | 1   | 15,8 | 46,4 | 21,4 | 90,9 | 4,5 | 1,0 | 0,2 | 0,3 | 5,4  |
| Carriera  | Carriera           | 532 | 161 | 20,4 | 51,5 | 30,5 | 63,6 | 5,5 | 1,1 | 0,7 | 0,5 | 6,9  |

#### Play-off
| Anno     | Squadra        | PG | PT | MP   | TC%  | 3P% | TL%  | RP  | AP  | PRP | SP  | PP  |
| -------- | -------------- | -- | -- | ---- | ---- | --- | ---- | --- | --- | --- | --- | --- |
| 2014     | Wash. Wizards  | 9  | 1  | 16,2 | 44,8 | 0,0 | 66,7 | 4,3 | 0,9 | 0,2 | 1,0 | 3,3 |
| 2018     | Indiana Pacers | 7  | 0  | 9,1  | 60,0 | 0,0 | 85,7 | 2,6 | 0,0 | 0,1 | 0,1 | 2,6 |
| Carriera | Carriera       | 16 | 1  | 13,1 | 48,7 | 0,0 | 76,9 | 3,6 | 0,5 | 0,2 | 0,6 | 3,0 |